# Thanadol Kaosaart
Thanadol Kaosaart (thailändisch ธนดล ขาวสะอาด, * 18. August 2001 in Bangkok), auch als Beck bekannt, ist ein thailändischer Fußballspieler.

## Karriere

### Verein
Thanadol Kaosaart erlernte das Fußballspielen in der Jugendmannschaft von Buriram United. Hier unterschrieb er am 1. Januar 2020 auch seinen ersten Profivertrag. Der Verein aus Buriram spielt in der ersten Liga, der Thai League. Vom 1. Januar 2021 bis Saisonende wurde er an den Drittligisten Angthong FC ausgeliehen. Mit dem Verein aus Angthong spielte er in der Western Region der Liga. Nach der Saison kehrte er im Mai 2021 nach Buriram zurück. Im Juli 2021 wechselte er ebenfalls auf Leihbasis zum Zweitligisten Khon Kaen FC. Sein Zweitligadebüt für den Verein aus Khon Kaen gab Thanadol Kaosaart am 5. September 2021 (1. Spieltag) im Heimspiel gegen den Customs Ladkrabang United FC. Hier stand er in der Startelf und wurde in der 77. Minute gegen Kitsadakorn Saleelatana ausgewechselt. Die Customs gewannen das Spiel 2:0. Am Ende der Saison 2021/22 musste er mit Khon Kaen als Tabellenvorletzter in die dritte Liga absteigen. Nach dem Abstieg kehrt er zu Buriram zurück. Nach der Hinserie 2022/23 lieh ihn der Zweitligist Ayutthaya United FC für den Rest der Saison aus. In Ayutthaya bestritt er in der Rückserie 17 Ligaspiele. Die Saison 2023/24 wurde er von Buriram an den Zweitligisten Customs United FC ausgeliehen. Am Ende der Saison 2023/24 belegte er mit dem Klub den vorletzten Tabellenplatz und musste somit in die dritte Liga absteigen. Nach dem Abstieg kehrte er nach Buriram zurück. Hier wurde sein Vertrag nicht verlängert und er wechselte im Sommer 2024 zum Erstligisten BG Pathum United FC. Nach einem Ligaspiel wechselte er nach der Hinrunde im Dezember 2024 auf Leihbasis zum ebenfalls in der ersten Liga spielenden Nakhon Ratchasima FC. Für den Verein aus Nakhon Ratchasima bestritt er zehn Erstligaspiele. Nach der Ausleihe kehrte er im Sommer 2025 zu BG zurück. Im gleichen Monat wechselte er auf Leihbasis nach Chanthaburi zum Zweitligisten Chanthaburi FC.

### Nationalmannschaft
Am 16. Januar 2024 debütierte Thanadol Kaosaart für die thailändische U-23-Nationalmannschaft in einem Testspiel gegen Kuwait. Beim 4:2-Heimsieg stand er die kompletten 90 Minuten auf dem Feld und erzielte das Tor zum Endstand. Sein zweiter Einsatz erfolgte am 23. März 2024 in der Platzierungsrunde der Westasienmeisterschaft gegen Jordanien (1:3), dort konnte er den Ehrentreffer markieren.